# Râul Runculețul
Râul Runculețul este un curs de apă, afluent al râului Seaca.